# مقيرنات (السبرة)

تعديل مصدري - تعديل

مقيرنات محلة تابعة لقرية سبره بني عاطف، التابعة لعزلة بني عاطف بمديرية السبرة إحدى مديريات محافظة إب في الجمهورية اليمنية.، بلغ تعداد سكانها 72 حسب تعداد اليمن لعام 2004.